# اینیر
اینیر (انگلیسی: ENAIRE) شرکت هوانوردی اسپانیایی است، که در سال ۱۹۹۱ تأسیس شد.